# Radio Club Venezolano
El Radio Club Venezolano (RCV) es una organización sin ánimo de lucro para los radioaficionados de Venezuela. La entidad representa los intereses de los operadores de radio amateur venezolanos ante los autoridades regulatorias venezolanas e internacionales, y es miembro de la International Amateur Radio Union (IARU), región 2.

## Historia
El Radio Club Venezolano fue creado el 30 de enero de 1934 en los espacios del Ateneo de Caracas por un grupo de entusiastas de la radio y experimentadores, con los objetivos de agrupar, entrenar y representar a todos los radioaficionados venezolanos. Su primera junta directiva estuvo conformada por personalidades de las estaciones de radio existentes en la época, locutores, y un inspector del Ministerio de Fomento. En julio de 1936, el Gobierno venezolano, a través del recientemente creado Ministerio de Comunicaciones, otorgó las primeras licencias de operadores aficionados en el país, entre las cuales estaba la señal YV5AJ, siendo la oficial del RCV. EL 25 de julio de ese año, el RCV es admitido como miembro pleno del International Amateur Radio Union (IARU). El 12 de marzo de 1937, la entidad pasa a ser supervisada por el Ministerio del Trabajo y Comunicaciones. Desde ese momento, ha inaugurado diversas sucursales regionales en todo el país.